# Sinterklaas
Sinterklaas eller Sint-Nicolaas er en legendarisk figur baseret på Sankt Nikolaus, der var helgen for børn. Han kaldes også De Sint ("Helgenen"), De Goede Sint ("Den Gode Helgen") og De Goedheiligman ("Den Gode Hellige Mand") på nederlandsk; Saint Nicolas på fransk; Sinteklaas på vestfrisisk; Sinterklaos på limburgsk; og Kleeschen eller Zinniklos i letzeburgsk.
På Sinterklaas' festdag fejrer man Sankt Nikolaus navnedag den 6. december. Dette fejres ved årligt at give gaver på Sankt Nikolaus' aften (5. december) i Nederlandene. I de gamle dage fik børnene i de sydlige dele af Nederlandene først gaverne om morgenen på Sankt Nikolaus' dag, samt i Belgien, Luxembourg og det nordlige Frankrig (Fransk Flandern, Lorraine, Artois). Traditionen fejres også i en vis udstrækning i Det nederlandske Imperiums tidligere kolonier, inklusive Ambon (Indonesien), Aruba, Bonaire, Curaçao og Surinam. For personer i disse områder er fejringen en pendant til juleaften, hvor der gives gaver.
Sinterklaas er den primære kilde til det mere udbredte jule-symbol Julemanden.
I den nederlandske tradition ankommer Sinterklaas til hest iført rødt tøj og en rød bispehue. Ligesom julemanden er han en ældre mand med et stort hvidt skæg.
Han har en stor, rød bog med, hvor han har skrevet ned, om hvert barn har været uartig eller opført sig godt i det forgangne år. Han har desuden en hjælper, kaldet Zwarte Piet, som er sort i hovedet, da han stammeer fra maurere i Spanien. Nogle foretrækker i dag at fortælle, at han er sværtet sort i ansigtet fra sod i skorstenene, som han kravler rundt i for at levere gaver for Sinterklaas. Sinterklaas og Zwarte Piet ankommer ifølge fortællingen sammen med dampskib fra Spanien den første lørdag efter den 11. november, og den 6. december rejser de atter tilbage.